# Riana Nel
Riana Nel (sinh ngày 9 tháng 11 năm 1982) là một nữ ca sĩ và nhạc sĩ người Namibia. Sau khi lớn lên ở Windhoek, Namibia, cô chuyển đến Pretoria, Nam Phi để bắt đầu sự nghiệp của mình.

## Tiểu sử
Các bài hát của cô đã được mô tả là bao gồm các yếu tố của "pop & country". Cô được biết đến với ca sĩ có thể tạo nên một bài hát chỉ với một vài từ ngay tại chỗ. Cô đã đặt vững chắc nguồn gốc của mình trong âm nhạc phúc âm khi phát hành các album Oopmond, The Cure, Breathe và Someone with Skin và đã giành được nhiều giải thưởng bao gồm Giải thưởng Crescendo năm 2000, một giải SAMA, Huisgenoot và Ghoema.
Album Die Moeite Werd đã thu hút nhiều hơn đến thị trường thế tục và đã đạt đến trạng thái bạch kim và tiếp tục dẫn đầu bảng xếp hạng âm nhạc Nam Phi. Nel cũng đóng vai chính trong bộ phim Afrikaans, N Saak Van Geloof cùng với người đồng sáng lập Robbie Wessels, ca sĩ kiêm diễn viên hài nổi tiếng của Nam Phi.
Nel là một nhạc sĩ nổi tiếng đã viết các bài hát cho Juanita Du Plessis, Bobby Van Jaarsveld, Lianie May, Touch of Class và Amira Willighagen nổi tiếng thế giới. Nel đã cùng hát trên sân khấu với chị gái Nianell, Bobby van Jaarsveld, Lianie May, Lira và nhiều người khác nữa. Cô thu âm các ca khúc với André Swiegers (Blou), Bobby van Jaarsveld (Die Liefde kom net eens trong 'n Leeftyd), Die Heuwels Fantasties (Doen net wat wil), Retief Burger (U's my God) và Steve Hofmeyr (Skree).
Cô đã biểu diễn ở Nam Phi, Namibia, Pháp, Hà Lan, Anh, Nashville (Mỹ), Nga, Mozambique và Úc.